# Liste des épisodes de Ranma ½
Cet article présente la liste des épisodes de la série télévisée d'animation japonaise, inspirée du manga du même nom, Ranma ½. Ils sont groupés par saisons correspondant aux chapitres du manga ainsi qu'au changement de générique d'ouverture.

## Généralités
Afin d’assurer la succession à la tête de son dojo, Soun Tendo souhaite marier l’une de ses trois filles au fils de l’un de ses amis, Genma Saotome.
Mais la famille Saotome cache un terrible secret puisqu’au cours d’un voyage en Chine, entrepris afin d’améliorer leurs techniques aux arts martiaux, père et fils sont tombés dans l’une des 109 sources maudites.
Depuis, Ranma se transforme en fille au contact de l’eau froide alors que son père devient pour sa part un énorme panda et seule de l’eau chaude leur permet de retrouver leur apparence normale.
La surprise est donc énorme pour la famille Tendo qui accueille Ranma et son père dans leur maison et un climat conflictuel ne tarde pas à s’instaurer entre Ranma et Akané, la fille cadette, qui à contrecœur et selon le désir des deux pères, se voit attribuer le titre de fiancée du jeune garçon.

## Épisodes
L'anime se compose de 161 épisodes.

### Première saison
| No                       | Titre français                                   | Titre japonais                               | Titre japonais | Date de 1re diffusion |
| No                       | Titre français                                   | Kanji                                        | Rōmaji | Date de 1re diffusion |
| ------------------------ | ------------------------------------------------ | -------------------------------------------- | --- | --------------------- |
| 1                        | Un bien étrange garçon                           | 中国から来たあいつ! ちょっとヘン!!           | Chūgoku kara Kita Aitsu! Chotto Hen!! (Un étrange visiteur venu de Chine !!)                                                                       | 15 avril 1989         |
| [Chapitres 1 et 2] -     |                                                  |                                              | |                       |
| 2                        | Premier pour l'école                             | 遊びじゃないのよ学校は                       | Asobi Janai no Yo Gakkō wa (L'école, c'est du sérieux !)                                                                                           | 22 avril 1989         |
| [Chapitres 3 et 4] -     |                                                  |                                              | |                       |
| 3                        | Coup de foudre ou coup de guerre                 | いきなり愛の嵐ちょっと待ってョ               | Ikinari Ai no Arashi Chotto Matte Yo (Une tempête d'amour... Pas si vite !)                                                                        | 29 avril 1989         |
| [Chapitres 4 et 5] -     |                                                  |                                              | |                       |
| 4                        | Julian s'interroge                               | 乱馬とらんま? 誤解がとまらない               | Ranma to Ranma? Gokai ga Tomaranai (Ranma ou Ranma ? Les malentendus s'enchaînent.)                                                                | 6 mai 1989            |
| [Chapitres 6 et 7] -     |                                                  |                                              | |                       |
| 5                        | Adeline et Ranma sont en froid                   | 骨まで愛して? あかね恋の複雑骨折             | Kotsu Made Aishite? Akane Koi no Fukuzatsu Kossetsu (Un amour qui fait mal ! Akane et sa fracture sentimentale.)                                   | 13 mai 1989           |
| [Chapitres 7 et 8] -     |                                                  |                                              | |                       |
| 6                        | Chagrin d'amour                                  | あかねの失恋だってしょうがないじゃない       | Akane no Shitsuren Datte Shōganai Janai (Le chagrin d'amour d'Akane, faut faire avec !)                                                            | 20 mai 1989           |
| [Chapitre 9] -           |                                                  |                                              | |                       |
| 7                        | Roland, ou celui qui ne trouve jamais son chemin | 登場! 永遠の迷い子・良牙                     | Tōjō! Eien no Mayoigo - Ryōga (L'entrée en scène de Ryoga, l'éternel égaré !)                                                                      | 27 mai 1989           |
| [Chapitres 10 et 11] -   |                                                  |                                              | |                       |
| 8                        | Ranma contre Roland                              | 学校は戦場だ! 対決 乱馬VS良牙                | Gakkō wa Senjō da! Taiketsu Ranma Buiesu Ryōga (L'école devient un champ de bataille ! Ranma contre Ryoga.)                                        | 3 juin 1989           |
| [Chapitres 11 et 13] -   |                                                  |                                              | |                       |
| 9                        | La nouvelle coiffure d'Adeline                   | 乙女白書・髪は女のいのちなの                 | Otome Hakusho—Kami wa Onna no Inochi Nano (Journal d'une jeune fille : Les cheveux, c'est sacré !)                                                 | 17 juin 1989          |
| [Chapitres 13 et 15] -   |                                                  |                                              | |                       |
| 10                       | Le petit cochon malicieux                        | ピーピーPちゃん ろくなもんじゃねェ           | Pi-pi-P-chan Roku Namonjanē (P-chan, quelle plaie ce cochon !)                                                                                     | 1er juillet 1989      |
| [Chapitre 16 + Filler] - |                                                  |                                              | |                       |
| 11                       | Le coup de foudre                                | 乱馬を激愛! 新体操のスケバン登場             | Ranma o Gekiai! Shintaisō no Sukeban Tōjō (Fou d'amour pour Ranma ! La voyou de la gym rythmique débarque.)                                        | 15 juillet 1989       |
| [Chapitres 17 et 18] -   |                                                  |                                              | |                       |
| 12                       | La rose noire aime bien piquer                   | 女の恋は戦争よ! 格闘新体操でいざ勝負         | Onna no Koi wa Sensō yo! Kakutō Shintaisō de Iza Shōbu (L'amour est un sport de combat ! La gym rythmique passe à l'attaque.)                      | 22 juillet 1989       |
| [Chapitre 19 et 20] -    |                                                  |                                              | |                       |
| 13                       | La revanche                                      | スケバンの目に涙? ルール無用の格闘新体操決着 | Sukeban no Me ni Namida? Rūru Muyō no Kakutō Shintaisō Kecchaku (La terreur du lycée verse une larme ? Le grand final de la gym extrême !)         | 29 juillet 1989       |
| [Chapitres 21 et 22] -   |                                                  |                                              | |                       |
| 14                       | L'heureuse élue                                  | 骨盤占い! らんまは日本一のお嫁さん           | Kotsuban Uranai! Ranma wa Nippon-ichi no Oyomesan (La voyante des hanches ! Ranma, la mariée idéale du Japon.)                                     | 19 août 1989          |
| [Filler] -               |                                                  |                                              | |                       |
| 15                       | Disparais ou épouse-moi !!                       | 激烈少女シャンプー登場! ワタシ命あずけます   | Gekiretsu Shōjo Shanpū Tōjō! Watashi Inochi Azukemasu (L'impétueuse Shampoo fait son entrée ! Je te confie ma vie !)                               | 26 août 1989          |
| [Chapitres 30 et 32] -   |                                                  |                                              | |                       |
| 16                       | La revanche de Bambou                            | シャンプーの反撃 必殺指圧拳は身も心も奪う    | Shanpū no Hangeki! Hissatsu Shiatsu Kobushi wa Mukuro mo Kokoro mo Ubau (La revanche de Shampoo : Son point de pression fatal vole corps et âme !) | 2 septembre 1989      |
| [Chapitres 33 et 34] -   |                                                  |                                              | |                       |
| 17                       | Les adieux de Bambou                             | 乱馬大好き! さよならはいわないで!!           | Ranma Daisuki! Sayonara wa Iwanaide!! (Fou de Ranma ! Ne me dis pas adieu !!)                                                                      | 9 septembre 1989      |
| [Chapitres 35 et 36] -   |                                                  |                                              | |                       |
| 18                       | Ranma et la Chine                                | オレは男だ! らんま中国へ帰る?                | Ore wa Otoko da! Ranma Chūgoku e Kaeru? (Je suis un homme, moi ! Ranma repart-il en Chine ?)                                                       | 16 septembre 1989     |
| [Filler] -               |                                                  |                                              | |                       |

### Deuxième saison
| No                     | Titre français                       | Titre japonais           | Titre japonais                                                                                     | Date de 1re diffusion |
| No                     | Titre français                       | Kanji                    | Rōmaji                                                                                             | Date de 1re diffusion |
| ---------------------- | ------------------------------------ | ------------------------ | -------------------------------------------------------------------------------------------------- | --------------------- |
| 19                     | Le marathon des demoiselles *        | 激突! 出前格闘レース     | Gekitotsu! Demae Kakutō Rēsu (L'affrontement ! La course endiablée des livreurs de ramen.)         | 20 octobre 1989       |
| [Chapitres 59 et 62] - |                                      |                          | |                       |
| 20                     | Ranma et les chats                   | やっぱり猫が嫌い?        | Yappari Neko ga Kirai? (Décidément, toujours cette peur des chats ?)                               | 3 novembre 1989       |
| [Chapitres 37 et 40] - |                                      |                          | |                       |
| 21                     | Mamie fait des siennes               | 私が女傑族のおばば!      | Watashi ga Joketsuzoku no Obaba! (Moi, la matriarche des amazones !)                               | 10 novembre 1989      |
| [Chapitres 41 et 43] - |                                      |                          | |                       |
| 22                     | La chaleur légendaire                | 出た! 必殺天津甘栗拳!!   | Deta! Hissatsu Tenshin Amaguriken (La voilà ! La terrible technique des marrons glacés !!)         | 17 novembre 1989      |
| [Chapitres 46 et 47] - |                                      |                          | |                       |
| 23                     | L'envol du cygne                     | 白鳥拳の男ムース登場!    | Hakushōken no Otoko Mūsu Tōjō! (Mousse, le maître du poing du cygne, entre en scène !)             | 24 novembre 1989      |
| [Chapitres 43 et 45] - |                                      |                          | |                       |
| 24                     | La défaite                           | 爆走! 雪だるま運びレース | Bakusō! Yukidaruma Hakobi Rēsu (À fond la caisse ! La course aux bonshommes de neige !)            | 1er décembre 1989     |
| [Chapitres 48 et 50] - |                                      |                          | |                       |
| 25                     | Rapt à la patinoire **               | さらわれたPちゃん!       | Sarawareta P-chan (P-chan a été kidnappé !)                                                        | 8 décembre 1989       |
| [Chapitres 23 et 24] - |                                      |                          | |                       |
| 26                     | Le baiser de l'humilié **            | 危機一髪! 死霊の盆踊り   | Kikiippatsu! Shiryō no Bonodori (Attention danger ! La danse macabre du Bon.)                      | 15 décembre 1989      |
| [Chapitres 25 et 26] - |                                      |                          | |                       |
| 27                     | Le brise-glace **                    | Pちゃん爆発! 愛の水柱    | P-chan Bakuhatsu! Ai no Mizubashira (P-chan explose ! Le geyser de l'amour.)                       | 22 décembre 1989      |
| [Chapitres 27 et 30] - |                                      |                          | |                       |
| 28                     | La séance d'entraînement             | 乱馬恐怖の山ごもり       | Ranma Kyōfu no Yama Gomori (Ranma face à ses peurs dans la montagne)                               | 12 janvier 1990       |
| [Chapitres 51 et 52] - |                                      |                          | |                       |
| 29                     | La vengeance de Roland               | 爆砕点穴とは? 良牙大逆襲 | Bakusai Tenketsu to wa? Ryōga Daigyakushū (Le secret du point de rupture ? La revanche de Ryoga !) | 19 janvier 1990       |
| [Chapitres 53 et 55] - |                                      |                          | |                       |
| 30                     | Le grand défi                        | 危うし! 天道道場         | Ayoushi! Tendō Dōjō (Le dojo Tendo en danger !)                                                    | 26 janvier 1990       |
| [Chapitres 70 et 73] - |                                      |                          | |                       |
| 31                     | L'enlèvement d'Adeline               | さらわれたあかね!        | Sarawareta Akane! (Akane a été enlevée !)                                                          | 2 février 1990        |
| [Chapitres 95 et 96] - |                                      |                          | |                       |
| 32                     | Ranma contre Mathias                 | 対決ムース! 負けるが勝ち | Taiketsu Mūsu! Makeru ga Kachi (Le défi de Mousse ! La défaite qui mène à la victoire.)            | 9 février 1990        |
| [Chapitres 97 et 99] - |                                      |                          | |                       |
| 33                     | Le maître incontesté                 | 究極のエロ妖怪八宝斉     | Kyūkyoku no Ero Yōkai Happōsai (Happōsai, le démon pervers suprême)                                | 16 février 1990       |
| [Chapitres 63 et 64] - |                                      |                          | |                       |
| 34                     | Panique dans le vestiaire des filles | 女子更衣室を襲え?        | Joshi Kōishitsu wo Osoe? (Mission délicate : Infiltrer le vestiaire des filles ?)                  | 23 février 1990       |
| [Chapitres 78 et 80] - |                                      |                          | |                       |
| 35                     | La propriété aux mille dangers       | 鬼も逃げだすカラクリ屋敷 | Oni mo Nigedasu Karakuri Yashiki (La maison piégée qui fait fuir même les démons !)                | 2 mars 1990           |
| [Filler] -             |                                      |                          | |                       |
| 36                     | Adieu, jeune fille                   | これで女とおさらば?      | Kore de Onna to Osaraba? (Adieu la malédiction féminine ?)                                         | 9 mars 1990           |
| [Filler] -             |                                      |                          | |                       |
| 37                     | La photo compromettante              | 愛と憎しみの贈物         | Ai to Nikushimi no Okurimono (Un cadeau entre amour et haine)                                      | 16 mars 1990          |
| [Chapitres 81 et 84] - |                                      |                          | |                       |
| 38                     | La colère du maître                  | SOSエロ妖怪八宝斉        | SOS Ero Yōkai Happōsai (SOS ! Happōsai, le démon lubrique !)                                       | 23 mars 1990          |
| [Chapitres 67 et 69] - |                                      |                          | |                       |
| 39                     | Qui sera Roméo ?                     | あかねの口びるを奪え     | Akane no Kuchibiru wo Ubae (À la conquête des lèvres d'Akane)                                      | 6 avril 1990          |
| [Chapitres 74 et 77] - |                                      |                          | |                       |
| 40                     | Bataille dans les bains publics ***  | いい湯だな? 銭湯で戦闘   | Ii Yu da na? Sentou de Sentou (Un bon bain ? Pas si sûr !)                                         | 13 avril 1990         |
| [Chapitre 65] -        |                                      |                          | |                       |

* Note : La version animée de cet épisode est très différente de la version manga.

** Note : Les épisodes 25, 26 et 27 se classent chronologiquement entre les épisodes 13 et 14 de la première saison.

*** Note : Lors de sa diffusion française, cet épisode a été censuré de plus de 6 minutes.

### Troisième saison
| No                       | Titre français                      | Titre japonais              | Titre japonais                                                                               | Date de 1re diffusion |
| No                       | Titre français                      | Kanji                       | Rōmaji                                                                                       | Date de 1re diffusion |
| ------------------------ | ----------------------------------- | --------------------------- | -------------------------------------------------------------------------------------------- | --------------------- |
| 41                       | Encore une fiancée pour Ranma       | また一人乱馬を愛したヤツ    | Mata Hitori Ranma wo Aishita Yatsu (Celui qui avait aimé Ranma !)                            | 20 avril 1990         |
| [Chapitres 85 et 87] -   |                                     |                             |                                                                                              |                       |
| 42                       | Roland et Adeline                   | 熱愛? 良牙とあかね          | Netsuai? Ryōga to Akane (Amour ardent ! Ryôga et Akane !)                                    | 27 avril 1990         |
| [Chapitres 88 et 91] -   |                                     |                             |                                                                                              |                       |
| 43                       | À tes souhaits                      | くしゃみ一発愛してナイト    | Kushami Ippatsu Aishite Naito (Crise d'éternuements ! Comment ne pas t'aimer ?)              | 4 mai 1990            |
| [Chapitres 109 et 110] - |                                     |                             |                                                                                              |                       |
| 44                       | À la recherche d'un fantôme         | 幻の八宝大華輪を探せ        | Maboroshi no Happōdaikarin wo Sagase (À la recherche de la technique perdue)                 | 11 mai 1990           |
| [Chapitres 106 et 108] - |                                     |                             |                                                                                              |                       |
| 45                       | À la recherche d'une sœur           | 大好き! 私のうっちゃん      | Daisuki! Watashi no Ucchan (Ma Ukyo bien-aimée !)                                            | 18 mai 1990           |
| [Chapitres 100 et 102] - |                                     |                             |                                                                                              |                       |
| 46                       | Une mission impossible              | 魔女が愛した下着ドロボー    | Majo ga Aishita Shitagi Dorobō (Le démon qui aimait un voleur de sous-vêtements)             | 25 mai 1990           |
| [Filler] -               |                                     |                             |                                                                                              |                       |
| 47                       | Adeline, mademoiselle Muscles       | 変身! ムキムキマンあかね    | Henshin! Mukimuki-man Akane (Transformation ! Super Akane !)                                 | 1er juin 1990         |
| [Chapitres 111 et 113] - |                                     |                             |                                                                                              |                       |
| 48                       | Les justiciers de Jusen             | 呪泉郷から来た殺し屋        | Jusenkyō kara Kita Koroshiya (L'assassin venu des sources maudites !)                        | 8 juin 1990           |
| [Filler] -               |                                     |                             |                                                                                              |                       |
| 49                       | Ranma est tombé sur la tête         | 私ってきれい? 乱馬女宣言    | Watashi Kirei? Ranma Onna Sengen (Suis-je jolie ? Ranma dévoile sa féminité)                 | 15 juin 1990          |
| [Filler] -               |                                     |                             |                                                                                              |                       |
| 50                       | Barbolin contre l'homme invisible   | 対決! 八宝斉VS透明人間      | Taiketsu! Happōsai Buiesu Tōmeiningen (Le combat final ! Happosaï contre l'homme invisible)  | 22 juin 1990          |
| [Filler] -               |                                     |                             |                                                                                              |                       |
| 51                       | Pauvre Mathurin                     | 九能家のレ・ミゼラブル      | Kunōke no Re Miseraburu (Les misérables façons de Kuno)                                      | 29 juin 1990          |
| [Filler] -               |                                     |                             |                                                                                              |                       |
| 52                       | La chasse au fantôme                | 怪談! 乱馬と魔性の剣        | Kaidan! Ranma to Mashō no Ken (Histoire de fantôme : Ranma et l'épée maudite)                | 6 juillet 1990        |
| [Filler] -               |                                     |                             |                                                                                              |                       |
| 53                       | Le bracelet magique                 | 一粒コロリ・絶倫ホレ薬      | Hitotsubu Korori – Zetsurin Hore Gusuri (Le seul et l'unique ou le philtre d'amour toujours) | 13 juillet 1990       |
| [Chapitres 92 et 94] -   |                                     |                             |                                                                                              |                       |
| 54                       | Tenu en échec                       | 史上最強? 良牙とムース同盟  | Shijō Saikyō? Ryōga to Mūsu Dōmei (L'alliance du siècle ! Mousse et Ryôga !)                 | 20 juillet 1990       |
| [Filler] -               |                                     |                             |                                                                                              |                       |
| 55                       | Le miroir grec                      | バック・トゥ・ザ・八宝斉    | Bakku Tu Za Happōsai (Retour vers le Happosaï !)                                             | 27 juillet 1990       |
| [Filler] -               |                                     |                             |                                                                                              |                       |
| 56                       | Prête à tout pour l'amour           | 黒バラの小太刀! 純愛一直線  | Kurobara no Kodachi! Jun'ai Icchokusen (Kodachi, la rose noire ou le véritable amour !)      | 3 août 1990           |
| [Filler] -               |                                     |                             |                                                                                              |                       |
| 57                       | Une potion pour le maître           | 八宝斉 最期の日?            | Happōsai Saigo no Hi? (Le dernier jour d'Happosai ?)                                         | 10 août 1990          |
| [Filler] -               |                                     |                             |                                                                                              |                       |
| 58                       | Toutes folles de lui                | 暴れん坊娘 リンリンランラン | Abarenbō Musume Rinrin Ranran (La violence faite femme ! Lin-Lin et Lan-Lan !)               | 17 août 1990          |
| [Filler] -               |                                     |                             |                                                                                              |                       |
| 59                       | L'esprit en éveil                   | 乱馬を襲う恐怖のタタリ      | Ranma wo Osō Kyōfu no Tatari (Ranma pourchassé par une atroce malédiction !)                 | 24 août 1990          |
| [Filler] -               |                                     |                             |                                                                                              |                       |
| 60                       | Ken le copieur                      | 登場! ものまね格闘技        | Toujou! Monomane Kakutōgi (Entre Ken l'imposteur !)                                          | 31 août 1990          |
| [Filler] -               |                                     |                             |                                                                                              |                       |
| 61                       | La flamme de Roland                 | 良牙の体質改善セッケン!     | Ryōga no Taishitsu Kaizen Sekken! (Ryôga et le savon miracle !)                              | 7 septembre 1990      |
| [Chapitres 120 et 124] - |                                     |                             |                                                                                              |                       |
| 62                       | La course aux obstacles             | 格闘!障害物レース           | Kakutō! Shōgaibutsu Rēsu (Combat ! La course d'obstacles !)                                  | 14 septembre 1990     |
| [Filler] -               |                                     |                             |                                                                                              |                       |
| 63                       | Ranma et la source de l'incantation | 乱馬、ついに呪泉郷へ行く    | Ranma, Tsuini Jusenkyō e Iku (Ranma, retour aux sources maudites !)                          | 21 septembre 1990     |
| [Filler] -               |                                     |                             |                                                                                              |                       |
| 64                       | Le retour du directeur              | 帰ってきた変態校長          | Kaettekita Hentai Kōchō (Le retour d'un pervers : le principal !)                            | 5 octobre 1990        |
| [Chapitres 114 et 118] - |                                     |                             |                                                                                              |                       |

### Quatrième saison
| No                       | Titre français                           | Titre japonais           | Titre japonais                                                                      | Date de 1re diffusion |
| No                       | Titre français                           | Kanji                    | Rōmaji                                                                              | Date de 1re diffusion |
| ------------------------ | ---------------------------------------- | ------------------------ | ----------------------------------------------------------------------------------- | --------------------- |
| 65                       | Le grand combat de Julian                | 登場! 史上最強の九能     | Tōjō! Shijō saikyō ni Kunō (Présentation ! Le Kunô le plus puissant de l'histoire)  | 12 octobre 1990       |
| [Filler] -               |                                          |                          |                                                                                     |                       |
| 66                       | La marque de faiblesse                   | 乱馬が弱くなっちゃった!  | Ranma ga yowaku nacchatta! (Ranma est devenu plus faible !)                         | 19 octobre 1990       |
| [Chapitres 125 et 127] - |                                          |                          |                                                                                     |                       |
| 67                       | Le meilleur de Ranma                     | 完成! とんでもない必殺技 | Kansei! Tondemonai hissatsuwaza (Terminé ! Un coup spécial incroyable)              | 26 octobre 1990       |
| [Chapitres 128 et 131] - |                                          |                          |                                                                                     |                       |
| 68                       | Le retour de Ranma                       | 決戦! 乱馬復活なるか?    | Kessen! Ranma fukkatsu naru ka? (Bataille décisive ! Ranma reviendra-t-il ?)        | 2 novembre 1990       |
| [Chapitres 132 et 136] - |                                          |                          |                                                                                     |                       |
| 69                       | La transformation de Frédérique          | 右京のスカート大作戦!    | Ukyō no sukāto daisakusen (La stratégie de la jupe d'Ukyô !)                        | 9 novembre 1990       |
| [Filler] -               |                                          |                          |                                                                                     |                       |
| 70                       | La mère de Ranma                         | 乱馬のママがやってきた!  | Ranma no mama ga yattekita! (La maman de Ranma est arrivée !)                       | 16 novembre 1990      |
| [Filler] -               |                                          |                          |                                                                                     |                       |
| 71                       | Partage entre amour et peine             | 良牙、愛と苦悩を越えて   | Ryōga, ai to Kunō wo koete (Ryôga, au-delà de l'amour et de la souffrance)          | 23 novembre 1990      |
| [Filler] -               |                                          |                          |                                                                                     |                       |
| 72                       | Ranma sort ses griffes                   | フィアンセは化け猫       | Fianse wa bakeneko (Mon fiancé est un monstre-chat)                                 | 30 novembre 1990      |
| [Chapitres 137 et 138] - |                                          |                          |                                                                                     |                       |
| 73                       | Roulez jeunesse                          | 吹けよ風! 青春は熱血だ   | Fukeyo kaze! Seishun wa nekketsuda (Soufflez le vent ! La jeunesse a le sang chaud) | 7 décembre 1990       |
| [Filler] -               |                                          |                          |                                                                                     |                       |
| 74                       | Un nouveau venu                          | 恐るべき新弟子現わる     | Osorubeki shindeshi arawaru (Un nouveau disciple terrifiant apparaît)               | 14 décembre 1990      |
| [Filler] -               |                                          |                          |                                                                                     |                       |
| 75                       | Le petit garçon et le panda              | おもてに出やがれ!        | Omote ni deyagare! (Sortez !)                                                       | 21 décembre 1990      |
| [Chapitre 141] -         |                                          |                          |                                                                                     |                       |
| 76                       | Roland le nouveau membre de la famille   | 良牙の天道道場居候日記   | Ryōga no Tendō dōjō isōrō nikki (Le séjour du profiteur Ryôga au Tendô Dojo)        | 11 janvier 1991       |
| [Chapitre 66] -          |                                          |                          |                                                                                     |                       |
| 77                       | Le maître est amoureux                   | 八宝斉の恋!              | Happōsai no koi! (L'amour d'Happôsai !)                                             | 18 janvier 1991       |
| [Filler] -               |                                          |                          |                                                                                     |                       |
| 78                       | Julian et les prédictions                | 九能ボー然! 恋の大予言   | Kunō bōzen! Koi no daiyogen (Kunô abasourdi ! Une grande prophétie d'amour)         | 25 janvier 1991       |
| [Filler] -               |                                          |                          |                                                                                     |                       |
| 79                       | Le cadeau empoisonné (1)                 | 強くなりすぎた良牙       | Tsuyoku narisugita Ryōga (Ryôga est devenu trop fort)                               | 1er février 1991      |
| [Chapitres 142 et 143] - |                                          |                          |                                                                                     |                       |
| 80                       | Un secret bien gardé (2)                 | あやうし! Pちゃんの秘密  | Ayaushi! P-chan no himitsu (Horrible ! Le secret de P-chan)                         | 8 février 1991        |
| [Chapitres 144 et 145] - |                                          |                          |                                                                                     |                       |
| 81                       | Sébastien                                | たまごをつかむ男         | Tamago wo tsukamu otoko (L'homme qui attrape les œufs)                              | 15 février 1991       |
| [Filler] -               |                                          |                          |                                                                                     |                       |
| 82                       | L'épée légendaire                        | らんまと九能の初キッス?! | Ranma to Kunō no hatsu kisu?! (Le premier baiser de Ranma et Kunô ?!)               | 22 février 1991       |
| [Chapitres 147 et 149] - |                                          |                          |                                                                                     |                       |
| 83                       | Le fil rouge de l'amour                  | シャンプーの赤い糸       | Shanpū no akai ito (Le fil rouge de Shanpû)                                         | 1er mars 1991         |
| [Filler] -               |                                          |                          |                                                                                     |                       |
| 84                       | Le départ de Mathias                     | ムース故郷に帰る         | Mūsu kokyō ni kaeru (Mûsu retourne dans sa ville natale)                            | 8 mars 1991           |
| [Filler] -               |                                          |                          |                                                                                     |                       |
| 85                       | Le plus grand tricheur de tous les temps | 史上サイテーの賭け       | Shijō saite no kake (Le pire pari de l'histoire)                                    | 15 mars 1991          |
| [Chapitres 150 et 153] - |                                          |                          |                                                                                     |                       |
| 86                       | À la recherche de Marianne               | マリアンヌになった九能   | Mariannu ni natta Kunō (Kunô est devenue Marianne)                                  | 22 mars 1991          |
| [Filler] -               |                                          |                          |                                                                                     |                       |
| 87                       | Leçon de cuisine                         | 乱馬なんか大キライ!      | Ranma nanka daikirai! (Je déteste tellement Ranma!)                                 | 29 mars 1991          |
| [Filler] -               |                                          |                          |                                                                                     |                       |
| 88                       | Il s'en est fallu d'un cheveu (1)        | そのおさげもらったぁ!    | Sono osage moratta! (J'ai sa natte !)                                               | 5 avril 1991          |
| [Chapitres 154 et 155] - |                                          |                          |                                                                                     |                       |

### Cinquième saison
| No                       | Titre français                    | Titre japonais            | Titre japonais                                                                          | Date de 1re diffusion |
| No                       | Titre français                    | Kanji                     | Rōmaji                                                                                  | Date de 1re diffusion |
| ------------------------ | --------------------------------- | ------------------------- | --------------------------------------------------------------------------------------- | --------------------- |
| 89                       | Couper les cheveux en quatre (2)  | 男の野望が尽きる時…       | Otoko no yabō ga tsukiru toki... (Quand l'ambition d'un homme s'épuise...)              | 12 avril 1991         |
| [Chapitres 156 et 157] - |                                   |                           |                                                                                         |                       |
| 90                       | L'attaque des deux sœurs          | リンリン・ランランの逆襲  | Rinrin Ranran no gyakushū (Contre-attaque de Rinrin et Ranran !)                        | 19 avril 1991         |
| [Filler] -               |                                   |                           |                                                                                         |                       |
| 91                       | Roland se jette à l'eau           | 良牙のプロポーズ          | Ryōga no puropōsu (La proposition de Ryôga)                                             | 26 avril 1991         |
| [Filler] -               |                                   |                           |                                                                                         |                       |
| 92                       | Querelles                         | 玄馬、家出する            | Genma, iede suru (Genma s'enfuit de chez lui)                                           | 3 mai 1991            |
| [Filler] -               |                                   |                           |                                                                                         |                       |
| 93                       | La cérémonie du thé               | これが格闘茶道でおます    | Kore ga kakutō sadō de omasu (Il s'agit d'une cérémonie du thé d'arts martiaux)         | 10 mai 1991           |
| [Chapitres 56 et 58] -   |                                   |                           |                                                                                         |                       |
| 94                       | Le retour aux sources             | 道場破りは女の子?         | Dōjō yaburi wa onna no ko? (La briseuse de dojo, est-elle une fille ?)                  | 17 mai 1991           |
| [Filler] -               |                                   |                           |                                                                                         |                       |
| 95                       | Les retrouvailles                 | 絶叫! 温泉バトル          | Zekkyō! Onsen batoru (Criez ! Bataille pour les sources chaudes)                        | 24 mai 1991           |
| [Chapitres 158 et 164] - |                                   |                           |                                                                                         |                       |
| 96                       | Le père de Julian                 | ミーが九能のダディです    | Mī ga Kunō no dadi desu (Moi, c'est le papa de Kunô)                                    | 31 mai 1991           |
| [Filler] -               |                                   |                           |                                                                                         |                       |
| 97                       | La grande cérémonie               | 格闘茶道・家元立つ!       | Kakutō sadō iemoto tatsu! (Combat de la cérémonie du thé : l'iemoto se lève !)          | 7 juin 1991           |
| [Filler] -               |                                   |                           |                                                                                         |                       |
| 98                       | La course aux trésors             | レオタードは乙女の呪い    | Reotādo wa otome no noroi (Les justaucorps sont une malédiction pour les jeunes filles) | 14 juin 1991          |
| [Filler] -               |                                   |                           |                                                                                         |                       |
| 99                       | L'Hôtel de la Clairière           | 恐怖の混浴温泉            | Kyōfu no kon'yoku onsen (L'effrayante source thermale mixte)                            | 21 juin 1991          |
| [Filler] -               |                                   |                           |                                                                                         |                       |
| 100                      | La danse des grenouilles          | カエルのうらみはらします  | Kaeru no urami harashimasu (Je vais dissiper la rancœur de la grenouille)               | 28 juin 1991          |
| [Filler] -               |                                   |                           |                                                                                         |                       |
| 101                      | Pâte à crêpes                     | 逆襲! 怒りのお好み焼き    | Gyakushū! Ikari no okonomiyaki (Contre-attaque ! L'okonomiyaki de la colère)            | 5 juillet 1991        |
| [Filler] -               |                                   |                           |                                                                                         |                       |
| 102                      | Ranma et le pansement magique     | ナンパになった乱馬        | Nanpa ni natta Ranma (Ranma est un bourreau des cœurs)                                  | 12 juillet 1991       |
| [Filler] -               |                                   |                           |                                                                                         |                       |
| 103                      | Grandeur nature                   | 格闘将棋は命懸け          | Kakutō Shogi wa inochi gake (Combattre Shogi, c'est risquer votre vie)                  | 19 juillet 1991       |
| [Filler] -               |                                   |                           |                                                                                         |                       |
| 104                      | L'espion qui venait de nulle part | 佐助のスパイ大作戦        | Sasuke no supai daisakusen (Opération d'espionnage de Sasuke)                           | 26 juillet 1991       |
| [Filler] -               |                                   |                           |                                                                                         |                       |
| 105                      | Surprenant !                      | ボンジュールでございます  | Bonjūru de gozaimasu (C'est Bonjour)                                                    | 2 août 1991           |
| [Chapitres 165 et 168] - |                                   |                           |                                                                                         |                       |
| 106                      | Dîner sur le ring                 | ディナーはリングの上で    | Dinā wa ringu no uede (Dîner sur le ring)                                               | 9 août 1991           |
| [Chapitres 169 et 172] - |                                   |                           |                                                                                         |                       |
| 107                      | La leçon de natation              | あかね、涙の水泳大特訓    | Akane, namida no suiei daitokkun (Akane, un entraînement de natation en larmes)         | 16 août 1991          |
| [Chapitres 139 et 140] - |                                   |                           |                                                                                         |                       |
| 108                      | Roland alias Harry                | 良牙! 夕日に向かって走れ  | Ryōga! Yūhi ni mukatte hashire (Ryôga ! Cours vers le soleil couchant)                  | 23 août 1991          |
| [Filler] -               |                                   |                           |                                                                                         |                       |
| 109                      | Bienvenue dans mon rêve           | 夢の中へ                  | Yume no naka e (Dans un rêve)                                                           | 30 août 1991          |
| [Filler] -               |                                   |                           |                                                                                         |                       |
| 110                      | Le fiancé d'Amandine              | 乱馬はなびきの許婚?       | Ranma wa nabiki no iinazuke? (Est-ce que Ranma est le fiancé de Nabiki ?)               | 6 septembre 1991      |
| [Chapitres 173 et 178] - |                                   |                           |                                                                                         |                       |
| 111                      | La chasse au voleur               | 天道家 消えたたこ焼きの謎 | Tendo-ke kieta takoyaki no nazo (Le mystère des takoyaki disparues chez les Tendô)      | 13 septembre 1991     |
| [Filler] -               |                                   |                           |                                                                                         |                       |
| 112                      | Peur de son ombre                 | 対決! 乱馬VS影乱馬        | Taiketsu! Ranma vs. kage Ranma (Affrontement ! Ranma contre son ombre)                  | 20 septembre 1991     |
| [Filler] -               |                                   |                           |                                                                                         |                       |

### Sixième saison
| N°  | Titre français                        | Titre japonais | Traduction du titre japonais                               | Saison | Manga  | Chapitres        |
| --- | ------------------------------------- | -------------- | ---------------------------------------------------------- | ------ | ------ | ---------------- |
| 113 | Retour du père                        |                | Le Lovely Papa de Kodachi                                  | 2x95   | Filler | Filler           |
| 114 | Un nouveau rival pour Ranma *         |                | Un puissant ennemi ? L'apparition de Gosunkugi-kun         | 2x96   | Filler | Filler           |
| 115 | Applique-toi pour écrire              |                | Ranma n'est pas doué ? La calligraphie martiale            | 2x97   | Filler | Filler           |
| 116 | Le Vieux Marchand du collège          |                | L'apparition du don de l'ombre du lycée Furinkan           | 2x98   | Filler | Filler           |
| 117 | La Poudre miracle                     |                | Souhait sincère ! Je veux redevenir un homme normal        | 2x99   | Filler | Filler           |
| 118 | La Course au titre                    |                | Ryôga est l'héritier de l'école Saotome ?                  | 2x100  | Filler | Filler           |
| 119 | Le Parc d'attractions                 |                | La famille Tendô va au parc d'attractions !                | 2x101  | Filler | Filler           |
| 120 | Le Farceur masqué                     |                | Agressions au lycée Furinkan                               | 2x102  | Filler | Filler           |
| 121 | Faute de nom (partie 1)               |                | Le démon venu de Tôrenkyô - Partie 1                       | 2x103  | 18     | 180~183          |
| 122 | Faute de nom (partie 2)               |                | Le démon venu de Tôrenkyô - Partie 2                       | 2x104  | 18     | 184~190          |
| 123 | C'est Noël                            |                | Le Noël sans Ranma                                         | 2x105  | Filler | Filler           |
| 124 | Aventure hivernale                    |                | Le conte hivernal de l'enfant de la neige                  | 2x106  | Filler | Filler           |
| 125 | La Complainte du panda                |                | La malédiction du panda griffonneur                        | 2x107  | 17     | 179              |
| 126 | L’Île aux pastèques                   |                | Pacte avec le démon sur l'île aux pastèques                | 2x108  | 19     | 191~193          |
| 127 | La Légende du panda                   |                | La légende du Panda du bonheur                             | 2x109  | Filler | Filler           |
| 128 | La Sauce de Ranma                     |                | La sauce d'amour de Ranma et Ukyo                          | 2x110  | 19     | 194~196          |
| 129 | Faux Semblant                         |                | Les mariés du mensonge pour l'éternité                     | 2x111  | 19     | 197~198          |
| 130 | L’Indigne héritier                    |                | Art martial cérémonie du thé ! La matriarche a été enlevée | 2x112  | 6      | Filler + 58      |
| 131 | Le Pied dans le plâtre                |                | C'est grave ! Akane est hospitalisée                       | 2x113  | 5      | Filler + 37 & 41 |
| 132 | Vous avez dit "fantôme"               |                | Un violent et mystérieux pot à poulpe apparaît !?          | 2x114  | 19     | 199              |
| 133 | Les Poupées de papier                 |                | Gosunkugi ! Les poupées de papier l'amour                  | 2x115  | 19     | 200              |
| 134 | Le Garçon qui lisait dans les pensées |                | Je ne peux lire les pensées d'Akane                        | 2x116  | Filler | Filler           |
| 135 | La Chasse au trésor                   |                | Poursuite ! Le mystère de la chanson                       | 2x117  | Filler | Filler           |
| 136 | Le Pot de colle                       |                | Je ne me séparerai plus de toi !                           | 2x118  | 19     | 201              |

* Note : Gosunkugi apparaît pour la première fois dans la série avec cet épisode filler. Dans le manga, il apparaît dès le cinquième volume, cependant, Sasuke (Mathurin), personnage totalement inventé pour l'anime, le remplaçait jusqu'à l'épisode en question.

### Septième saison
| N°  | Titre français              | Titre japonais | Traduction du titre japonais                               | Saison | Manga  | Chapitres |
| --- | --------------------------- | -------------- | ---------------------------------------------------------- | ------ | ------ | --------- |
| 137 | Le Proviseur intérimaire    |                | Tatewaki Kuno, proviseur adjoint                           | 2x119  | Filler | Filler    |
| 138 | Ernestin fait des siennes   |                | Ranma hurle à la lune                                      | 2x120  | Filler | Filler    |
| 139 | Suivez le guide !           |                | Nihao ! Monsieur le guide des sources maudites             | 2x121  | Filler | Filler    |
| 140 | Ernestin est partout !      |                | Ennui, 6 Happosai                                          | 2x122  | Filler | Filler    |
| 141 | Une technique incomparable  |                | La technique qui dépend de l'humeur - Partie 1             | 2x123  | 20     | 202~204   |
| 142 | Chacun sa méthode           |                | La technique qui dépend de l'humeur - Partie 2             | 2x124  | 20     | 205~207   |
| 143 | L'Enlèvement                |                | Shampoo et le baiser de la captivité                       | 2x125  | 20     | 208~209   |
| 144 | Souvenir d'antan            |                | Enfuis-toi avec moi                                        | 2x126  | 20     | 210       |
| 145 | Les Champignons de l'amour  |                | Allons au temple des champignons                           | 2x127  | Filler | Filler    |
| 146 | Le Berceau infernal         |                | Technique mortelle ! Le berceau de l'enfer                 | 2x128  | 21     | 213~215   |
| 147 | La Liqueur bleue            |                | Bonjour à la peur bleue !                                  | 2x129  | Filler | Filler    |
| 148 | La Voie lactée              |                | La tisseuse sur l'étoile filante                           | 2x130  | Filler | Filler    |
| 149 | Le Plateau magique          |                | Mange un de mes gâteaux d'amour                            | 2x131  | 21     | 216~218   |
| 150 | Les Bombes du maître        |                | Les Happo-champis sont prêts                               | 2x132  | Filler | Filler    |
| 151 | L'Album manquant            |                | Scandale dans la famille de Kuno                           | 2x133  | 20     | 211~212   |
| 152 | La Théière en or            |                | L'ustensile à thé en or. Le combat de la pagode à 4 étages | 2x134  | Filler | Filler    |
| 153 | La Luciole                  |                | L'amour d'un été de Hikaru Gosunkugi                       | 2x135  | Filler | Filler    |
| 154 | Le Concours (partie 1)      |                | L'art martial pompom de l'amour ! - Partie 1               | 2x136  | 21     | 219~220   |
| 155 | Le Concours (partie 2)      |                | L'art martial pompom de l'amour ! - Partie 2               | 2x137  | 21~22  | 221~224   |
| 156 | L'Élection de la Miss Océan |                | L'élection de Miss Plage !                                 | 2x138  | Filler | Filler    |
| 157 | Un tambour tombé du ciel    |                | Explosion ! L'hyper tambour                                | 2x139  | Filler | Filler    |
| 158 | Le Sauveur *                |                | Les chiens ninjas sont noirs et blancs                     | 2x140  | Filler | Filler    |
| 159 | La Légende du dragon        |                | La famille Tendô : la légende du Dieu Dragon               | 2x141  | Filler | Filler    |
| 160 | Ranma et sa mère            |                | Ranma rencontre sa mère                                    | 2x142  | 22     | 225~227   |
| 161 | Un jour peut-être           |                | Un jour peut-être…                                         | 2x143  | 22     | 228~229   |

* Note : Le chien Shirokuro (Blancnoir) apparaît dans le tome 11 du manga dans une histoire totalement différente jamais adaptée en animé.

### Films & OAVs
| N°  | Titre français                                            | Titre japonais                                                                                   | Traduction du titre japonais                                                        | Saison | Manga  | Chapitres | Date |
| --- | --------------------------------------------------------- | ------------------------------------------------------------------------------------------------ | ----------------------------------------------------------------------------------- | ------ | ------ | --------- | ---- |
| 162 | La Grande Bataille de Chine                               | 中国寝崑崙大決戦! 掟やぶりの激闘編!! (Chûgoku Nekonron Daikessen! Okite Yaburi no Gekitô Hen!!)  | Le grand combat de Nekonron en Chine ! Violents affrontements pour abolir la loi !! | Film 1 | Filler | Filler    | 1991 |
| 163 | Rendez-nous nos copines !                                 | 決戦桃幻郷！花嫁を奪りもどせ！！ (Kessen Tôgenkyô! Hanayome wo Torimodose!)                      | Bataille décisive à Tôgenkyô ! Récupère la mariée !!                                | Film 2 | Filler | Filler    | 1992 |
| 164 | La Malédiction du bijou des contraires                    | シャンプー豹変！反転宝珠の禍 (Shampoo hyôhen! Hanten Hôju no wazawai)                            | Le revirement de Shampoo! La malédiction du bijou des contraires                    | OAV1   | 22     | 230~233   | 1993 |
| 165 | Noël agité chez les Tendo !                               | 天道家すくらんぶるクリスマス (Tendo-ke scramble Christmas)                                       | Un Noël mouvementé chez les Tendô                                                   | OAV2   | Filler | Filler    | 1993 |
| 166 | Akané contre Ranma ! Je perpétuerai la cuisine de maman ! | あかねＶＳらんま お母さんの味は私が守る！ (Akane vs Ranma: Okā-san no Aji wa Watashi ga Mamoru!) | Akane contre Ranma ! Je perpétuerai la cuisine de maman !                           | OAV3   | 23     | 241       | 1993 |
| 167 | Tempête sur le lycée ! Prof Hinako se change en adulte !  | 学園に吹く嵐！アダルトチェンジひな子先生 (Gakuen ni Fuku Arashi! Adult Change Hinako-sensei!)    | Tempête sur le lycée ! Prof Hinako se change en adulte !                            | OAV4   | 25     | 259~265   | 1994 |
| 168 | La Voie de la succession (1re partie)                     | 道を継ぐ者・前編 (Michi o Tsugu Mono – Zenpen)                                                   | La voie de la succession (1re partie)                                               | OAV5   | Filler | Filler    | 1994 |
| 169 | La Voie de la succession (2e partie)                      | 道を継ぐ者・後編 (Michi o Tsugu Mono – Kōhen)                                                    | La voie de la succession (2e partie)                                                | OAV6   | Filler | Filler    | 1994 |
| 170 | Souvenirs d'enfance (1re partie)                          | よみがえる記憶・上巻 (Yomigaeru Kioku – Jōkan)                                                   | Souvenirs d'enfance (1re partie)                                                    | OAV7   | 25~26  | 266~269   | 1994 |
| 171 | Souvenirs d'enfance (2e partie)                           | よみがえる記憶・下巻 (Yomigaeru Kioku – Gekan)                                                   | Souvenirs d'enfance (2e partie)                                                     | OAV8   | 26     | 270~278   | 1994 |
| 172 | L’Équipe Ranma contre le phénix légendaire *              | Chô Musabetsu Kessen! Ranma Team VS Densetsu no Hôhô                                             | Bataille sans discrimination ! L’équipe de Ranma contre le phénix légendaire        | Film 3 | 29     | 301~302   | 1994 |
| 173 | Le Tunnel maudit de l'amour perdu                         | ああ呪いの破恋洞！ 我が愛は永遠に (Aa! Noroi no Harendō! Waga Ai wa Eien ni)                     | Le Tunnel maudit de l'amour perdu ! Notre amour est éternel !                       | OAV9   | 27     | 287~288   | 1995 |
| 174 | L'Ogre démoniaque                                         | 邪悪の鬼 (Jāku no Oni)                                                                           | Le démon maléfique                                                                  | OAV10  | 29     | 308       | 1995 |
| 175 | Les Deux Akane                                            | 二人のあかね『乱馬、私を見て！』 (Futari no Akane: Ranma, Atashi o Mite!)                        | Les Deux Akane ! Ranma, regarde-moi !                                               | OAV11  | 31     | 331~332   | 1996 |
| 176 | Cauchemar ! L'Encens du sommeil de printemps              | 悪夢！春眠香 (Akumu! Shunmin Kô)                                                                 | Cauchemar ! L'encens du sommeil de printemps                                        | OAV12  | 34     | 365       | 2008 |

* Note : ce film, d'une durée de trente minutes seulement, est souvent classé comme OAV.